# 副鼻腔炎
副鼻腔炎（ふくびくうえん、英:Sinusitis）は、副鼻腔に炎症が起きる病気であり、慢性的な副鼻腔炎の俗称は蓄膿症（ちくのうしょう、英:Empyema）である。症状が4週未満の場合は急性副鼻腔炎（ARS）、12週以上続く場合は慢性副鼻腔炎（CRS）と定義される。
原因には感染症、アレルギー、大気汚染、鼻の構造的問題などがある。大部分はウイルス感染症である。症状が10日以上続いたり、悪化していく場合は細菌感染症が疑われる。再発エピソードは喘息、嚢胞性線維症、免疫機能低下の者に多い。X線撮影は合併症が疑われる場合を除いて必要ない。慢性ケースでは、直接造影やコンピュータ断層撮影（CT）により確定検査が推奨される。
副鼻腔炎は一般的な症状である。米国と欧州では、毎年人口のおよそ10-30%が経験する。女性のほうが男性より多い。慢性症は人口の12.5%ほど。治療コストは米国において110億米ドルに上る。抗生物質は体の抵抗力が落ちた患者が体内で細菌が増殖するのを予防する効果はあるが、ウイルスそのものに対しては無力である。にもかかわらず、過剰で不適切な投与がなされていることは珍しくない。
予防法には手洗い、禁煙、予防接種などがある 。鎮痛薬、ナプロキセン、鼻腔内ステロイド、鼻洗浄は症状軽減に利用可能である。急性副鼻腔炎への第一治療選択肢は、経過観察である。症状が7-10日経過しても完治しないか悪化したときは、抗生物質を使用するか、変更する。使用する場合はアモキシシリンまたはアモキシシリン/クラブラン酸塩のいずれかが第一に推奨される。慢性の場合は外科手術が行われることもある。

## 定義（概念）

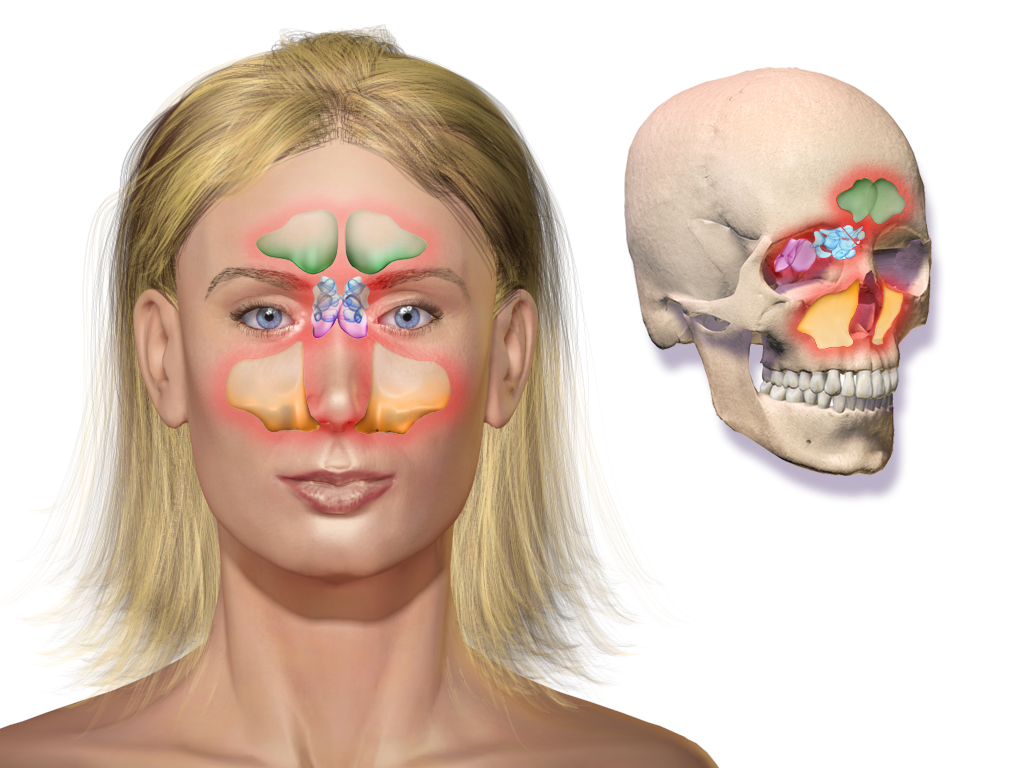
副鼻腔

鼻腔の周囲には、副鼻腔という粘膜に覆われた空洞が存在する。鼻腔の炎症は副鼻腔に波及することがあり、それを副鼻腔炎と呼ぶ。近年、『副鼻腔炎診療の手引き』（2007年）、『急性鼻副鼻腔炎ガイドライン』（2010年）が発刊され、治療の効率化、診断精度の向上がなされている。

## 分類
急性副鼻腔炎
急性の風邪などによる鼻炎から発症するもの。
慢性副鼻腔炎
上記、急性、アレルギー性の副鼻腔炎が長引き、膿汁の副鼻腔内の貯留、炎症性の粘膜肥厚、骨格などにより副鼻腔に膿が溜まりやすいなどが原因で慢性的に炎症が起きているもの。
好酸球性副鼻腔炎
副鼻腔内に過剰に好酸球が増え、鼻茸（鼻ポリープ）が多発し、嗅覚障害を伴う。50歳前後での発症が多く、日本国内での患者数は20万人程度でうち約2万人が重症者と推定される。約30％が喘息を併発する。外科手術で鼻茸を切除しても約25％が再発し、難治性である。このため厚生労働省が2015年、難病に指定し、難病医療費助成制度の対象となる疾病一覧に加えられた。症状を軽快させられるステロイド剤内服は副作用のため長期継続ができないが、日本ではデュピルマブの使用が2020年に認可されたほか、順天堂大学医学部附属順天堂医院、順天堂大学医学部附属順天堂東京江東高齢者医療センター、順天堂大学医学部附属浦安病院に専門外来が設けられ、治療に進展が見られるようになった。
副鼻腔真菌症
副鼻腔（主に上顎洞）に真菌塊があり、炎症を起こす。効果的な薬物治療は確立されていない。

## 原因
風邪などにより副鼻腔に炎症が起こる。また、炎症により発生した膿が自然孔より排泄されず溜まることにより慢性化する。また、溜まった膿が刺激となり粘膜に肥厚の変性が起こり、膿の排泄がさらに困難となるほか、粘性の高い鼻汁が鼻孔から外へ排出せず喉へ流下し続ける後鼻漏が起き、これも刺激となり悪循環となる。

## 症状
- 頭重感、頭痛、鼻汁、鼻づまり、副鼻腔付近の鈍痛、発熱。
- 粘性の高い後鼻漏による喉の掻痒感、気道の閉塞による咳、喘息、咳喘息、睡眠障害。

## 合併症
- 鼻茸
- （鼻性）頭蓋内合併症：脳膿瘍、髄膜炎、海綿静脈洞血栓症などが副鼻腔炎の増悪により引き起こされることがある。
- 眼合併症：眼窩内膿瘍、視神経炎などによる視力障害が副鼻腔の炎症が眼の周囲に波及することにより引き起こされる。
- 副鼻腔気管支症候群：副鼻腔炎に様々な気管支病変が合併することがある。
  - びまん性汎細気管支炎 : 本症がびまん性汎細気管支炎に先行することがある。
  - カルタゲナー症候群 : 本症がカルタゲナー症候群を含む線毛機能不全症候群の部分症であることがある。
- 粘性の強い鼻汁を無理に出そうと強く鼻をかむことによって、耳管から中耳へ膿が移り、これが原因で中耳炎を生じることがある。
- 非常に不快な後鼻漏による強いストレス、咳、喀痰、口呼吸による口渇、口臭悪化、これらによる対人回避、うつ症状。

## 検査
- ファイバースコープで鼻汁の状態や粘膜の腫れがないか鼻の中を見る。
- X線検査、コンピュータ断層撮影（CT）で副鼻腔中に膿が溜まっているかを確認する。
- 自然孔に消息子を挿入し、膿が存在することを確認する。

## 診断
- 症状と鼻内所見より副鼻腔炎と診断され、必要とされる際には下記の画像診断を追加する。
  - X線検査、CT、MRI
- 視診又はファイバースコープで副鼻腔からの膿を確認する。

## 治療
- 蛋白分解酵素で、膿を排泄しやすくする。
- 消炎鎮痛剤で、炎症、痛みを抑える。
- ネブライザー治療

### 抗生物質
ほとんどの副鼻腔炎はウイルスによって引き起こされ、抗生物質なしで解決する。
マクロライド（クラリスロマイシンおよびアジスロマイシン）は薬剤耐性率が高いため、経験的治療には推奨されない。

### 手術
- 鼻内内視鏡手術: 現在では、内視鏡による手術がほとんどである。
- 前頭洞手術: 前頭洞の病変に対しては現在でも外切開による治療が行われることがある。
- 上顎洞根本術: 過去には行われていたが、現在は副鼻腔炎に対して行われる事はない。

### 東洋療法
- 鍼灸: 顔の正面中央の髪の生え際から少し上にある上星穴（鬼堂穴、明堂穴、神堂穴）というツボは、副鼻腔炎に効くとされている[13]。また、眉と眉の間にある印堂穴というツボは頭痛、不眠、高血圧、鼻づまり、鼻水、鼻炎、めまいなどに効くとされている[14]。
- 漢方薬: 体力中等度以上で、皮膚の色が浅黒く、ときに手足の裏に脂汗をかきやすく腹壁が緊張して、副鼻腔炎、慢性鼻炎、慢性扁桃炎、にきびなどの症状がある場合は、荊芥連翹湯（けいがいれんぎょうとう）[15]。が用いられる。また鼻づまり、副鼻腔炎、慢性鼻炎などの症状に、葛根湯加川芎辛夷（かっこんとうかせんきゅうしんい）[16]が用いられる。
- ドクダミ療法: 生葉をつぶしたものを鼻奥に詰め、しばらくしてから鼻水ごとかみ出す民間療法[要出典]。ペニシリンを上回る抗菌作用と排膿作用があるデカノイルアセトアルデヒド等の有効成分を利用したもの[要出典]。

## 診療科
- 耳鼻科
- 耳鼻咽喉科
- 口腔外科
- 呼吸器科

## 罹患した著名人
- 岸田文雄 - 内閣総理大臣[17]。
- HIKAKIN - YouTuber。好酸球性副鼻腔炎に罹患し、手術した事を2025年1月に公表[18]。
- はじめしゃちょー - YouTuber。
- 野田勉 - お笑いコンビ
- 富澤たけし - サンドウィッチマン
- ユーキ - 超特急
- 時東ぁみ - 女優
- 沙羅 - ものまねタレント
- 高市早苗 - 政治家
- トレバー・バウアー - プロ野球選手